# Canville-la-Rocque
Canville-la-Rocque is een gemeente in het Franse departement Manche in de regio Normandië en telt 131 inwoners (2004). De plaats maakt deel uit van het arrondissement Coutances.

## Geschiedenis
De gemeente maakte deel uit van het kanton La Haye-du-Puits tot dit op 22 maart 2015 werd opgeheven en Canville-la-Rocque werd opgenomen in het kanton Créances. Op 1 januari 2017 werd de gemeente overgeheveld van het arrondissement Coutances naar het arrondissement Cherbourg.

## Geografie
De oppervlakte van Canville-la-Rocque bedraagt 5,4 km², de bevolkingsdichtheid is 24,3 inwoners per km².
De onderstaande kaart toont de ligging van Canville-la-Rocque met de belangrijkste infrastructuur en aangrenzende gemeenten.

## Demografie
Onderstaande figuur toont het verloop van het inwonertal (bron: INSEE-tellingen).

1. ↑  Populations de référence 2022.